# Anders Hellberg
Anders Hellberg, född 28 augusti 1748 i Västerbotten, död på hösten 1780 i Santo Domingo, Västindien, var en svensk militär och porträttmålare.
Han var son till komministern i Piteå Erik Hellberg och Elisabeth Ertz. Det finns inga kända uppgifter om hans konstnärliga utbildning. Han prydde flyglarna med bildframställningar på det medeltida altarskåpet i Nederluleå kyrka 1769 och han målade en altartavla till Arjeplogs kyrka i Pite lappmark 1770. Han var sergeant vid änkedrottningens livregemente och under 1770-talets första hälft verksam som porträttmålare i Stockholm. Ett flertal av hans porträtt från denna tid är kända bland annat finns avbildningar på personer ur familjerna Posse, Soop och Hierta. På en mecenats bekostnad for han till Paris 1775 och var verksam där som konstnär fram till 1776 då han avseglade till Santo Domingo. 